# Mitsubishi GTO
De Mitsubishi GTO is een Gran Turismo/sportwagen van de Japanse autofabrikant Mitsubishi Motors Corporation en werd geproduceerd tussen 1990 en 2001. De GTO was ontworpen als drie-deurs hatchback coupé model in de Japanse stad Nagoya.  De 2+2 vier-zitter was op de Japanse thuismarkt te koop als de GTO. In de rest van de wereld werd de GTO verkocht als de 3000GT.
De GTO was gebaseerd op de Sigma/Diamanta van Mitsubishi waardoor de dwarsgeplaatste 3-liter 24-kleps V6 motor en de voorwielaandrijving behouden konden blijven. De luxere versies werden ook voorzien van turboladers. Andere noemenswaardige eigenschappen waren onder andere actieve aerodynamica (voor- en achterspoilers), vierwielbesturing, vierwielaandrijving, actieve ophanging en een actieve uitlaat. 
Later werden er in Noord-Amerika ook de GT Spyder en de VR4 Spyder verkocht, hardtop cabriolet versies van de coupé. Deze werden tussen 1993 en 1995 door ASC in Californië gemaakt van bestaande coupe modellen.
De GTO kreeg zijn naam van de Mitsubishi Colt Galant GTO, die weer geïnspireerd was door de Ferrari 250 GTO. De Italianen verzonnen GTO als afkorting voor Gran Turismo Omologata, waar "Omologata" homologatie betekent. Buiten Japan werd de GTO verkocht als de 3000GT, mogelijk om auteursrechtelijke problemen met Ferrari (288 GTO) en/of Pontiac (GTO) te voorkomen.
De GTO werd ontwikkeld volgend op de goed ontvangen Mitsubishi HSX en HSR conceptautos uit 1989. Het was een technisch geavanceerde sportwagen bestemd om te concurreren met de Mazda RX-7, Nissan 300ZX en Toyota Supra. 
Elke GTO komt van de zelfde assemblagelijn in Nagoya in Japan. De Japanse introductie van de fabriek viel samen met een periode van versoepeling van de Japanse economie, later bekend als de "bubble economy". 
GTO's voor de Japanse thuismarkt werden verkocht door Mitsubishi's Car Plaza winkelketen. Japanse kopers moesten extra wegenbelasting en andere toeslagen betalen omdat volgens de Japanse productievoorschriften de GTO als grote auto telde.  

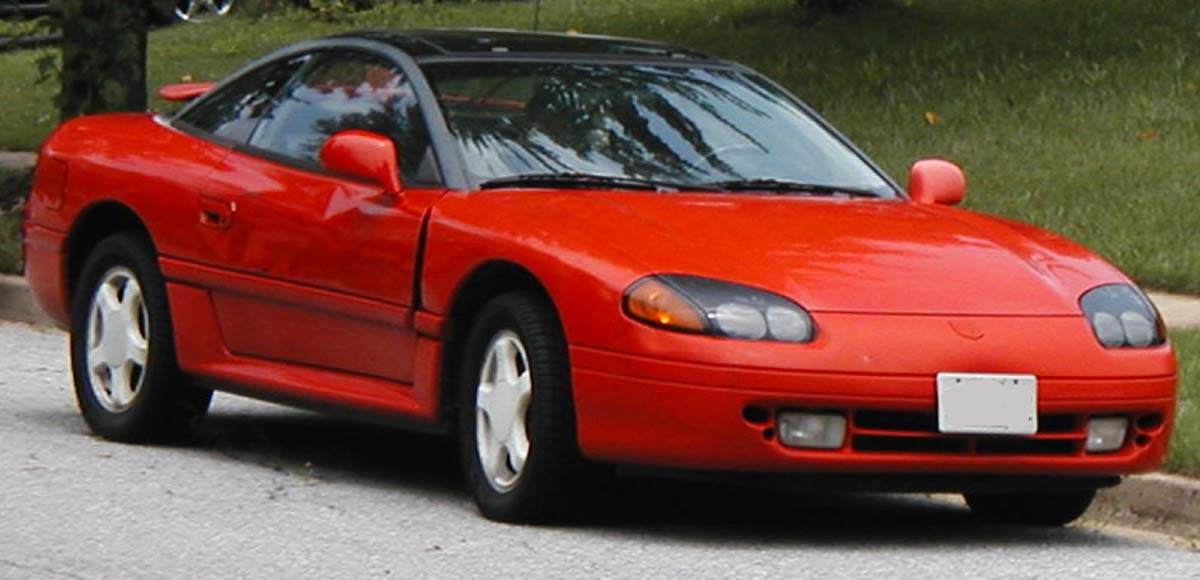
Dodge Stealth

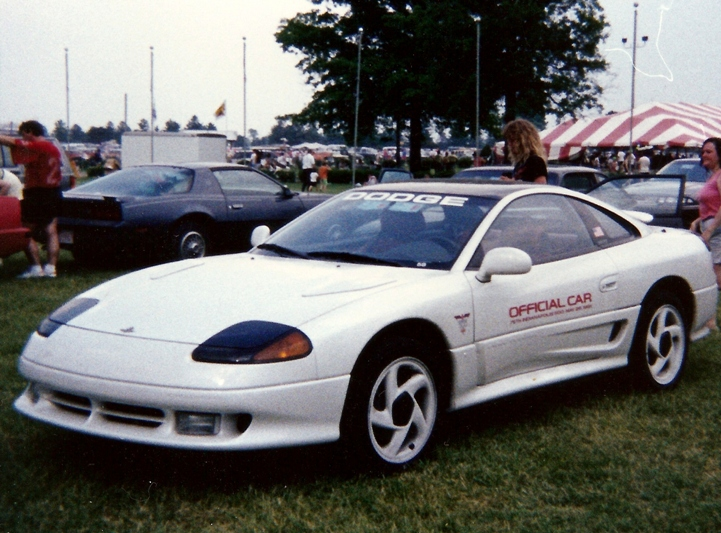
Dodge Stealth Indy 500 pace car in 1991

In Noord-Amerika werd de GTO verkocht als de 3000GT, maar ook als de Dodge Stealth. Deze variant was een zogenaamde 'badge-engineered’ versie die door Dodge werd aangepast en verkocht onder de Dodge naam, door een samenwerking tussen Chrysler Corporation en Mitsubishi Motors. In 1991 stond een Dodge Stealth op de planning als pace car voor de 75e Indianapolis 500, totdat de United Auto Workers het tegenhielden omdat het geen Amerikaanse maar een Japanse auto was. De auto werd vervangen voor een 1991 Dodge Viper RT/10 en de Stealth werd gehouden als backup. De race winnaar Rick Mears kreeg als prijs een Dodge Stealth, en dealers verkochten pace car edities van de Stealth. De Viper was pas later dat jaar ook te koop.    

## 1990–1993 (1e Generatie)

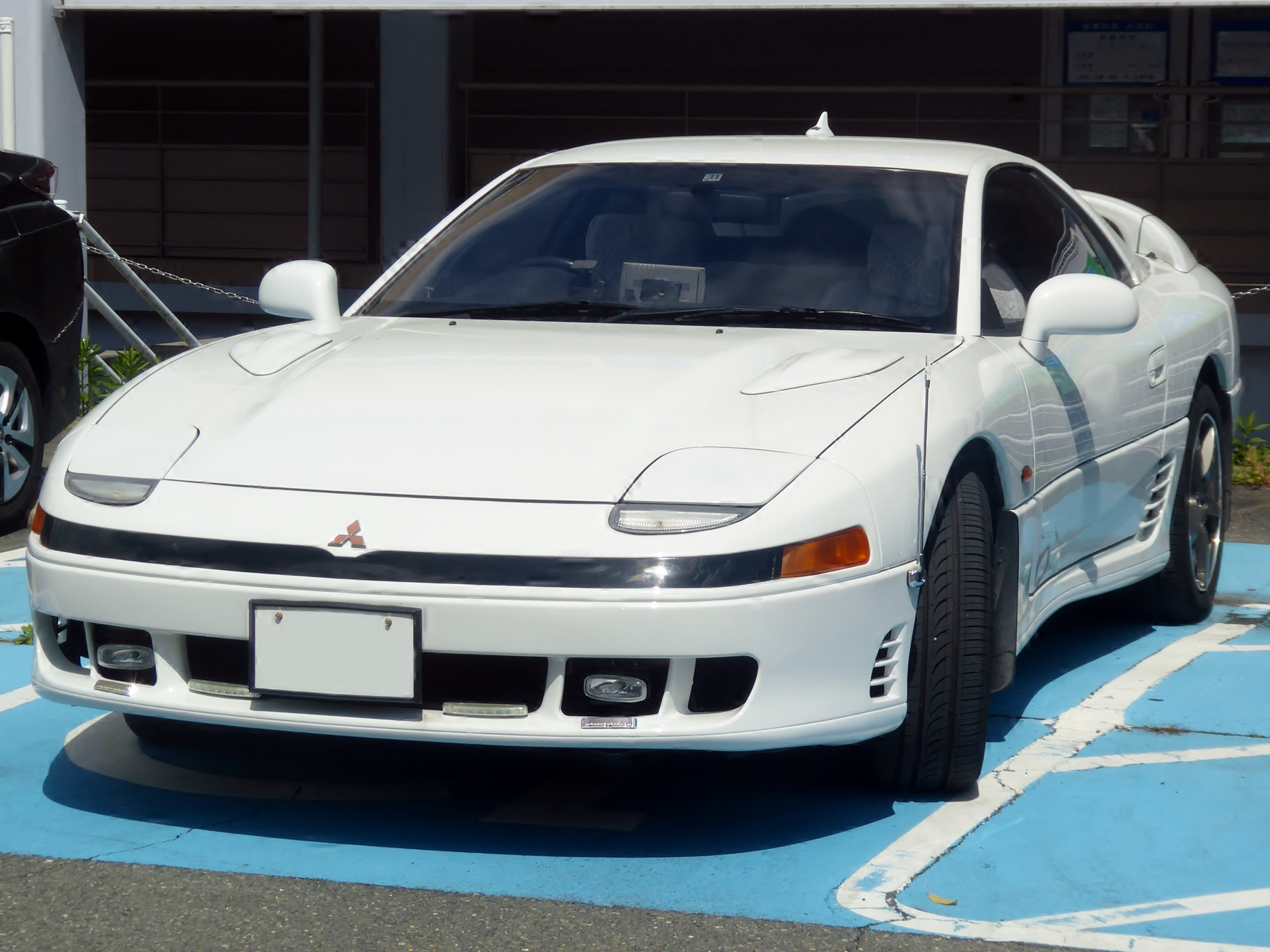
1e Generatie Mitsubishi GTO Z16A

De eerste modellen, door Mitsubishi Z16A genoemd, beschikken over vierwielaandrijving en vierwielbesturing wat Mitsubishi 'Mitsubishi AWC' noemde. Actieve aerodynamica genaamd 'Active Aero Control System' legde de nadruk op het gestroomlijnde carosserie en zorgde voor een luchtweerstandscoëfficiënt van Cd=0.33. Zowel voor- als achter beschikt de GTO over actieve spoilers die automatisch op en neer kunnen. Achter zit het "Active Exhaust System" voor betere luchtstroom op hogere toeren en voor heeft de eerste generatie klapkoplampen.  

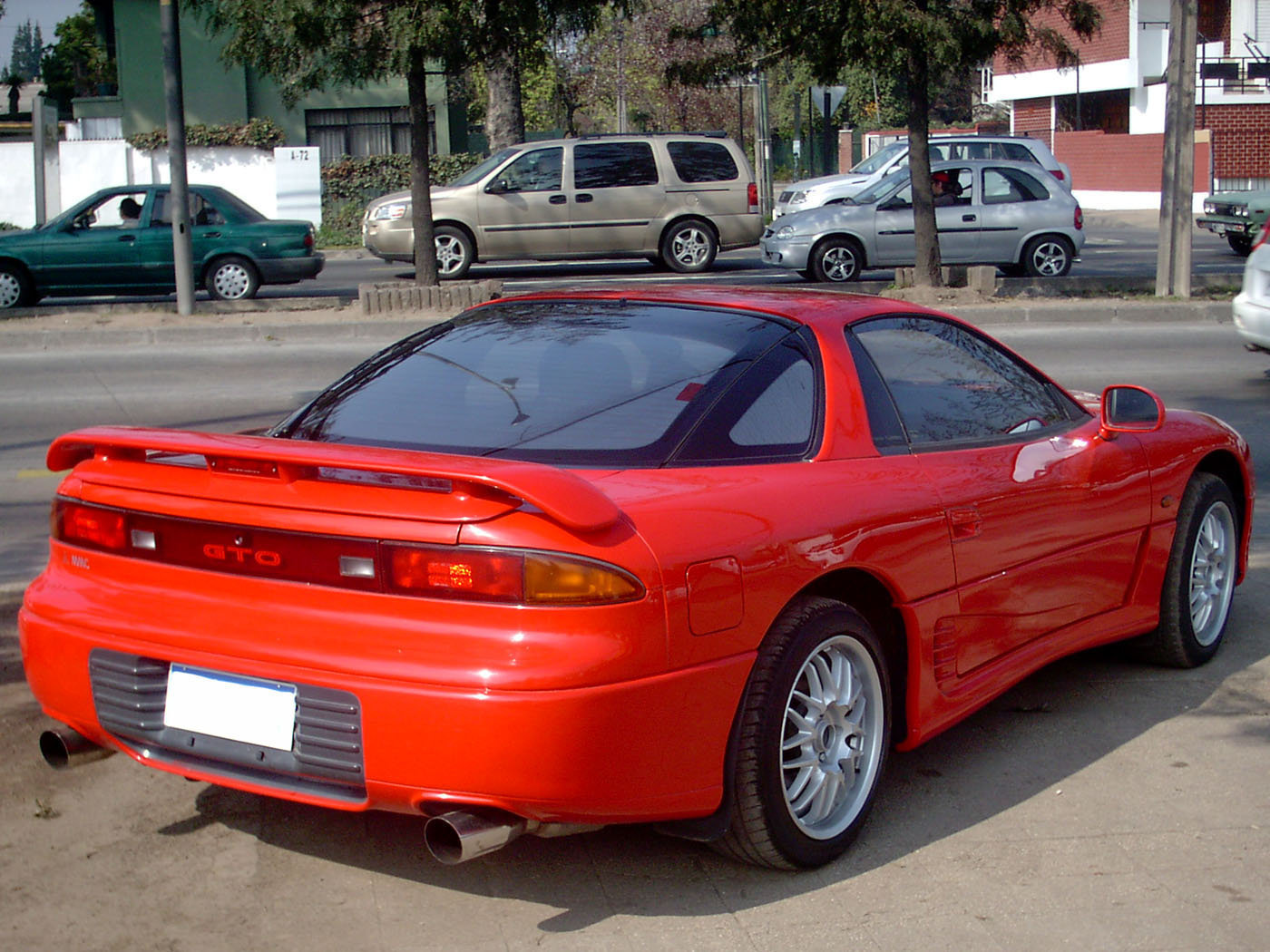

De Dodge Stealth had een andere neus met Dodge-styling en geen actieve aerodynamica. In 1993 werd de motor verbeterd met een 4-bouts blok en een gesmede krukas ter vervanging van de gegoten krukas. 

### Europese markt
In Europa werd de GTO uitgerust met een ander model turbo, de TD04-13G in plaats van de TD04-09B. Deze turbo had een hogere capaciteit maar dezelfde hoeveelheid PKs als in de rest van de wereld. Wel werkt deze turbo op een lagere temperatuur en samen met de geupgrade versnellingsbak is de Europese variant beter uitgerust voor lange stukken op hoge snelheid op de Duitse Autobahn. In de herfst van 1992 verschenen de eerste Europese GTO's op de markt met een vermogen van 282 PK (210 kW).

### Noord Amerikaanse markt
In Noord-Amerika waren zowel de Mitsubishi 3000GT als de Dodge Stealth te koop. Voor de 3000GT waren twee verschillende motoren beschikbaar, voor de Stealth drie. Het instapmodel van de Stealth werd verkocht met een 3-liter, 12 kleppige SOHC V6 motor met een vermogen van 164 PK (122 kW) op 5500 toeren. Het instapmodel van de 3000GT en de SL (Sports Line), en de Dodge Stealth ES (Executive Sport) en R/T (Road/Track) waren voorzien van een 3-liter DOHC V6 motor met 222 PK (166 kW). De 3000GT VR-4 (Viscious Reatime 4WD) en Dodge Stealth R/T Turbo kregen de krachtigste variant, een 3-liter DOHC V6 gepaard met twee turbos, goed voor 300 PK (224 kW) op 5500 toeren. Een 5-traps Gertrag versnellingsbak was standaard met een 4-traps INVECS automaat als optie voor alle modellen, behalve de turbo varianten. De 3000GT SL en de Stealth R/T werden voorzien van elektrisch-gestuurde vering evenals andere opties zoals ABS en automatische klimaatbeheersing. De met turbos uitgeruste modellen ontvingen daarbij ook fulltime vierwielaandrijving (in tegenstelling tot de voorwielaandrijving van de goedkopere opties), vierwielbesturing, sperdifferentieel (ook wel LSD genoemd), actieve aerodynamica en high-performance Z-gelabelde banden.

### Reviews en prestaties
Automagazines meette 0-100 tijden tussen de 4.9 seconde en 6.0 seconde en quarter mile tijden van 13.6-13.9 seconden op 153-158 km/h. Dodge claimde een 0-100 van 4.89 seconde op de R/T Turbo modellen. Magazines rond die tijd ware lovend over de acceleratie en grip, evenals het fulltime vierwielaandrijving systeem voor gebruik in alle seizoenen. In een test van AutoWeek haalde een 1991 model VR-4 de 100 km/h in slechts 5.1 seconde, waarmee de 5.3 seconde van de lichtere en bijna twee keer duurdere Honda NSX verslagen was.

## 1994–1997 (2e Generatie)

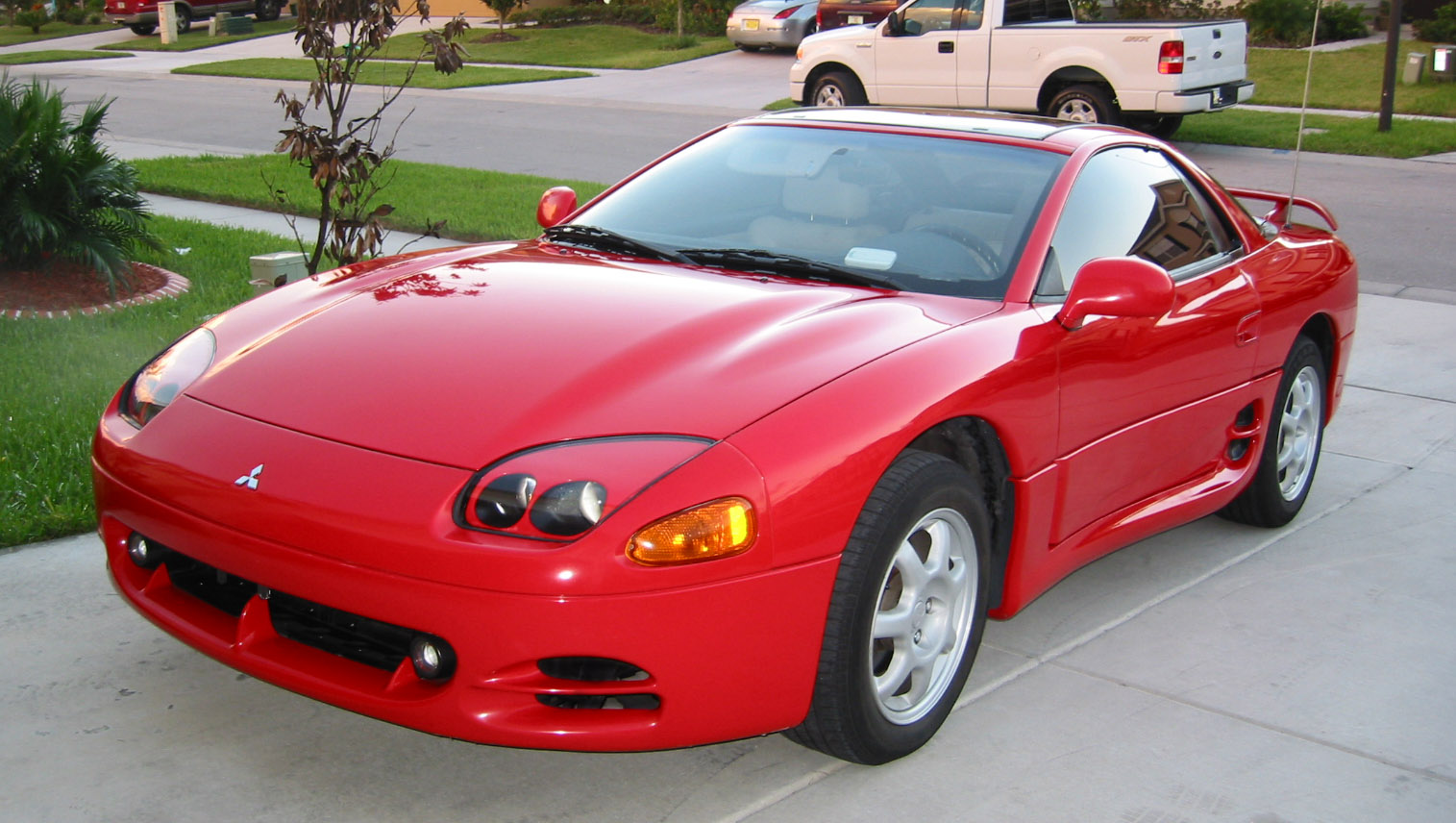
2e Generatie Mitsubishi GTO

De 2e generatie kreeg een facelift en twee nieuwe namen, Z15A voor de tweewielgestuurde modellen en Z16A voor de vierwielgestuurde modellen. Met de nieuwe voorbumper kreeg de 2e generatie ook projectorkoplampen en mistlampen. Ze werden onthuld in augustus in 1993 in Japan en werden langzaam verspreid over de rest van de wereld. Het Verenigd Koninkrijk moest zelfs tot 1996 wachten. 

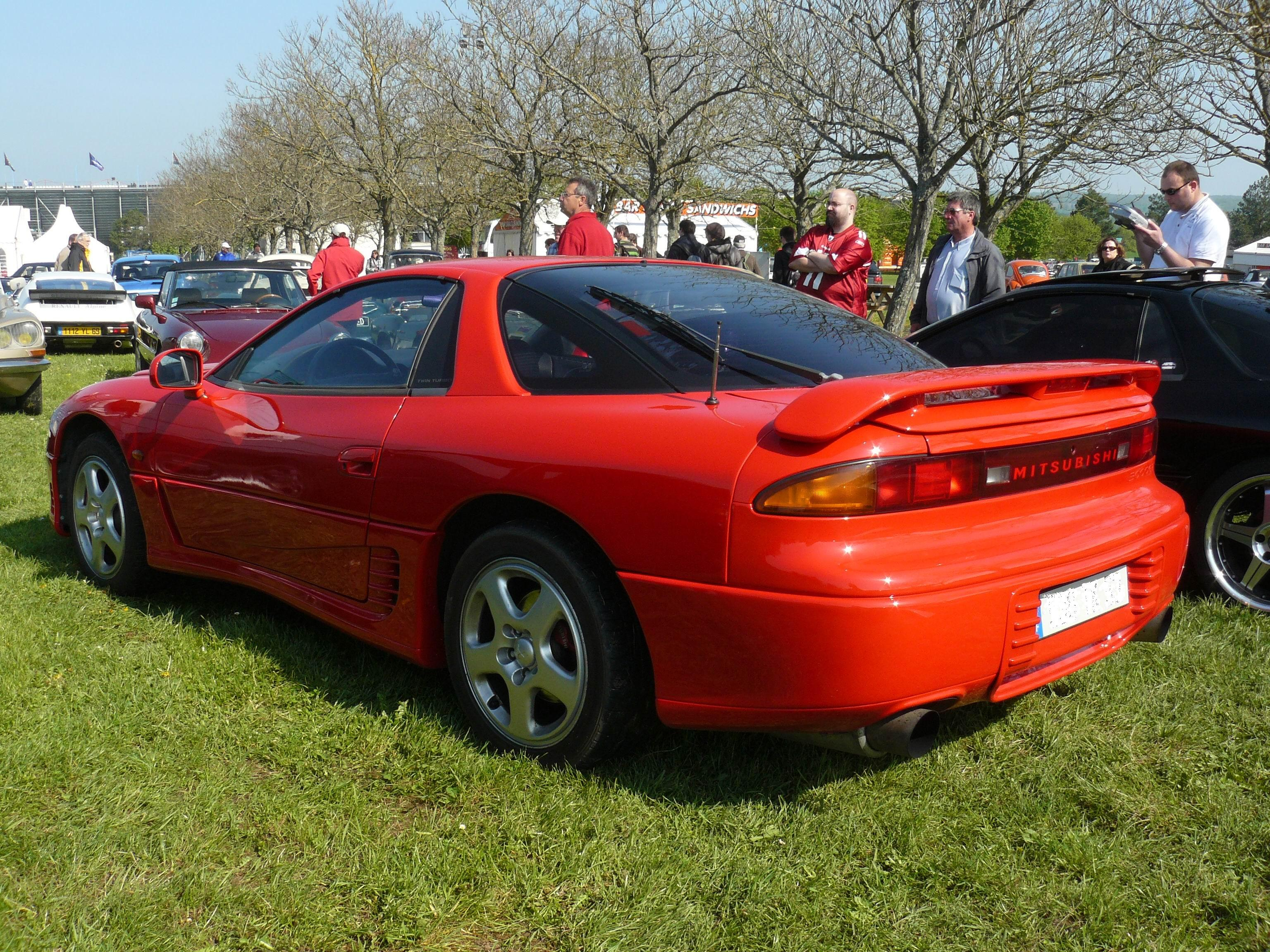

De afdekplaatjes op de motorkap van de 1e generatie zijn weggewerkt in een vernieuwde motorkap en de luchtinlaten aan de zijkanten en de achterbumper zijn verbeterd. Het interieur werd opnieuw ontworpen en voorzien van dubbele airbags, een nieuw audio systeem en een betere airconditioning. De motoren in de twin-turbo modellen produceerde 320 PK (239 kW) en een verhoogd koppel van 416 naar 427 N⋅m door de introductie van MIVEC, Mitsubishi's variabele kleptimingssysteem. Hierdoor genoten ook de goedkopere modellen een verhoogd koppel. 
De VR-4 modellen werden geleverd een 6-traps Gertrag handgeschakelde versnellingsbak met vernieuwde verhoudingen. Ook waren voor het eerst verschillende wiel- en band maten en combinaties mogelijk. De SL modellen werden geleverd met 16" wielen in chroom of zilver met 255/55 banden, terwijl de VR-4 voorzien was van 18" chromen velgen met 245/40 banden. De Spyders kregen 17" velgen met bredere banden voor het extra 180 kg van het daksysteem.
Door blijvend stijgende prijzen werden er helaas opties weggehaald. De verstelbare en actieve uitlaat werd in 1994 uitgefaseerd, de ECS na het 1995 model en de actieve aerodynamica na 1996. Dit is ook het moment wanneer Chrysler stopt met de verkoop van de Dodge Stealth, en sindsdien zijn er alleen nog maar 3000GT's te koop. 

### Spyder

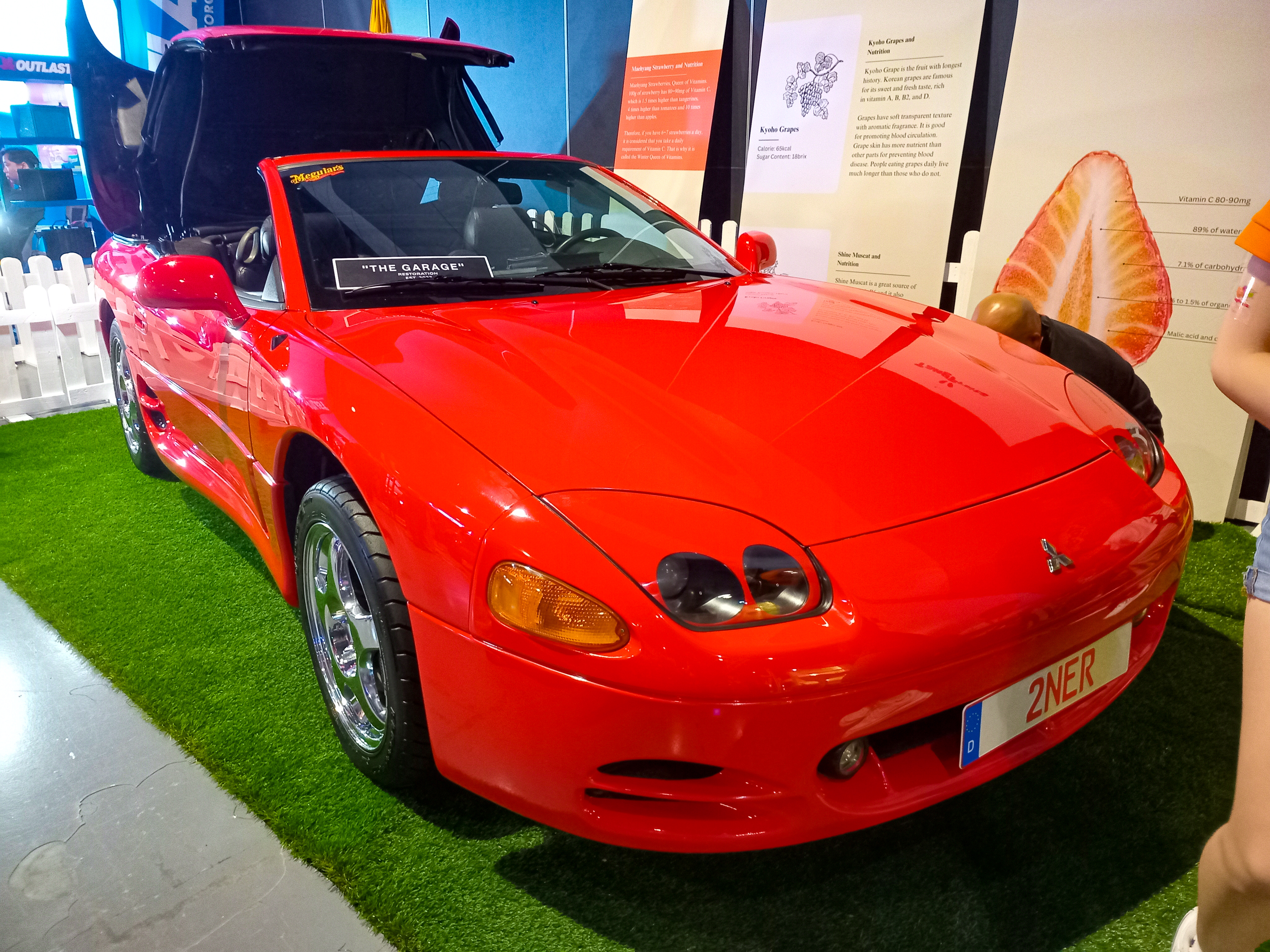
Mitsubishi 3000GT Spyder met een half-open dak

Chrysler Corporation en Mitsubishi Motors werkten samen onder de naam Diamond-Star Motors (later Mitsubishi Motors North America) om Mitsubishi modellen in Noord-Amerika te kunnen verkopen onder de Chrysler, Dodge en Plymouth merknamen. Door de brandstofcrisis van de jaren 70 was er ineens veel vraag naar zuinige auto's. 

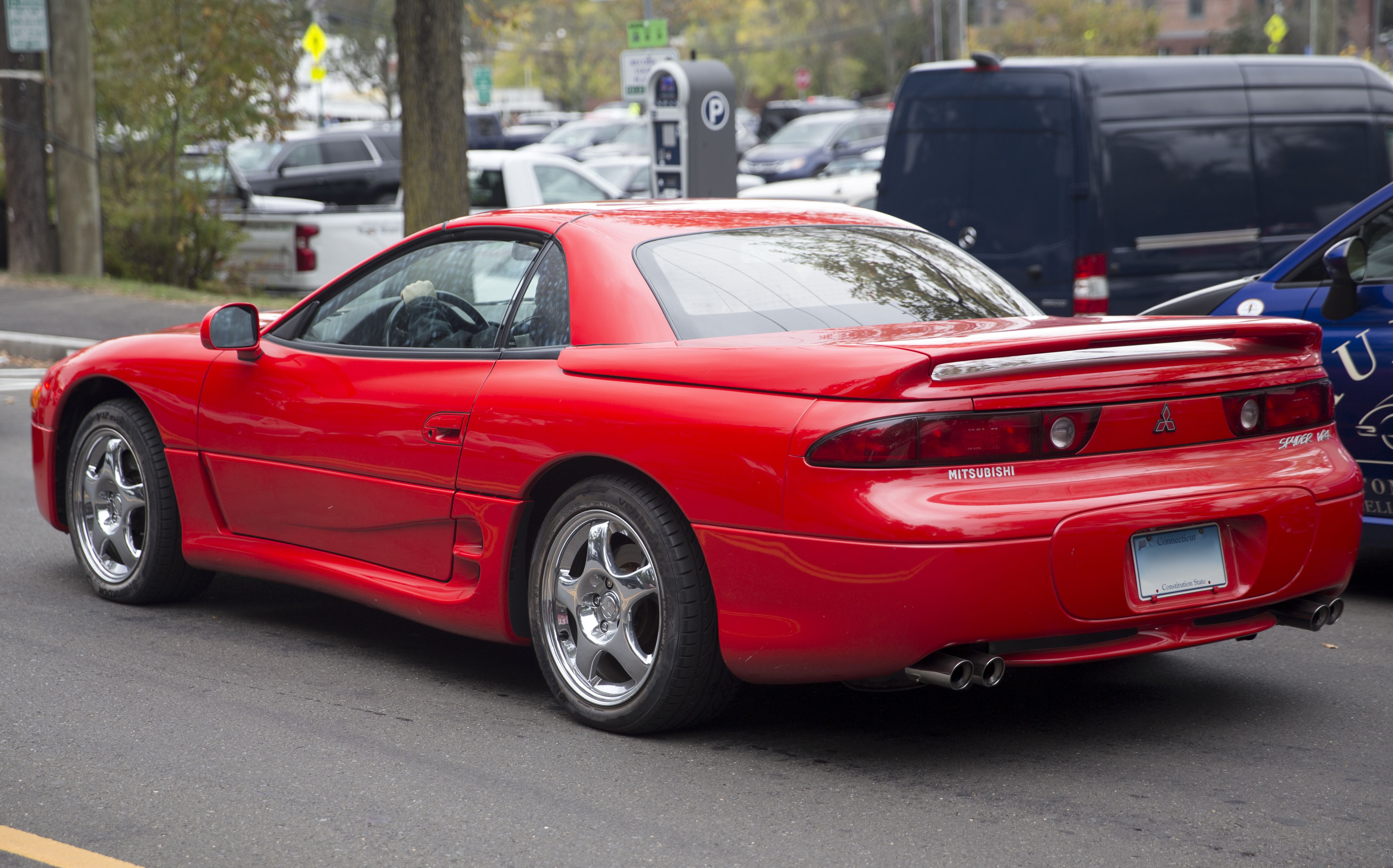

Chrysler en Mitsubishi werkten vervolgens samen met ACS om 3000GT's om te bouwen naar inklapbare hardtops, omgedompeld tot de Spyder SL en de Spyder VR4. In 1995 was de 3000GT Spyder beschikbaar in vier kleurencombinaties: rood met grijs leren interieur, zwart met ivoor leren interieur, parelwit met grijs interieur en "Martinique" geel met ivoor leren interieur. In 1996 kwamen hier nog de opties rood met beige interieur, parelzwart met beige interieur, parelwit met beige interieur en parelgroen met beige interieur bij. SL Spyders waren alleen beschikbaar met een automatische versnellingsbak terwijl de VR4 alleen te koop was met een 6-traps handgeschakelde versnellingsbak. 

### GTO MR
De GTO MR verscheen op de Japanse markt in augustus van 1994. De 'Mitsubishi Racing', afgekort naar MR, was eerder al gebruikt op andere modellen met hoge prestaties, zoals de Lancer Evolution, en betekende over het algemeen dat het om een lichter model ging. De GTO MR was een lichtere twin-turbo versie die afstand deed van vierwielsbesturing, ABS, ECS en actieve aerodynamica, maar was verder mechanisch identiek aan de normale twin-turbo modellen. Als opties waren er AP Racing 6-pots remmen, welke ook gebruikt werden voor de N1 variant. Hiermee kwam het gewicht met 45 kg naar beneden, tot 1650 kg. 
Best Motoring, een japans tv-programma over Japanse auto's, had item van meer dan een uur lang over de GTO MR waarin het de lichtere Nissan R32 Skyline GT-R versloeg in acceleratie.

### Beckenbauer editie
In 1994 bracht Mitsubishi een limited edition 3000GT model uit, genaamd de "Beckenbauer Edition", een eerbetoon aan Franz Beckenbauer. Ze werden alleen in Lamborghini geel verkocht en kwamen uit de fabriek met een Remus sportuitlaat, OZ Futura velgen, een genummerde plaquette gesigneerd door Franz Beckenbauer en een C-Netz mobiele telefoonssysteem. Slechts 30 exemplaren zijn ooit gemaakt.

### Ontvangst
Het herontwerp van de tweede generatie bracht de 3000GT helemaal terug bij de tijd, vooral door de nieuwe, vaste koplampen en de betere stroomlijning. Ondanks dat deze generatie geen actieve uitlaat, vierwielbesturing en actieve aero dynamica meer heeft werden ze wel voorzien van betere, grotere 2-pots remmen die niet meer oververhitten tijdens intensief gebruik. Remafstanden werden hierdoor ook iets minder. Ook kreeg de versnellingsbak een betere afstelling. 
Uit testen bleek dat de tweede generatie een 0-100 tijd had tussen de 4.9 en 5.4 seconde en een quarter mile tijd van 13.5 seconde, op 163 tot 169 km/h. Hiermee was de VR-4 sneller in een rechte lijn dan de Nissan 300ZX Twin Turbo en de Mazda RX-7 Twin Turbo. Ondanks het extra gewicht van de VR-4 was het een comfortabele en gemakkelijke auto om snel mee te rijden. Door een ruim vermogen was de VR-4 zeer geschikt voor het circuit, waar rekening moet worden gehouden met onderstuur en een gebrek aan feedback.

## 1997–2000 (3e Generatie)

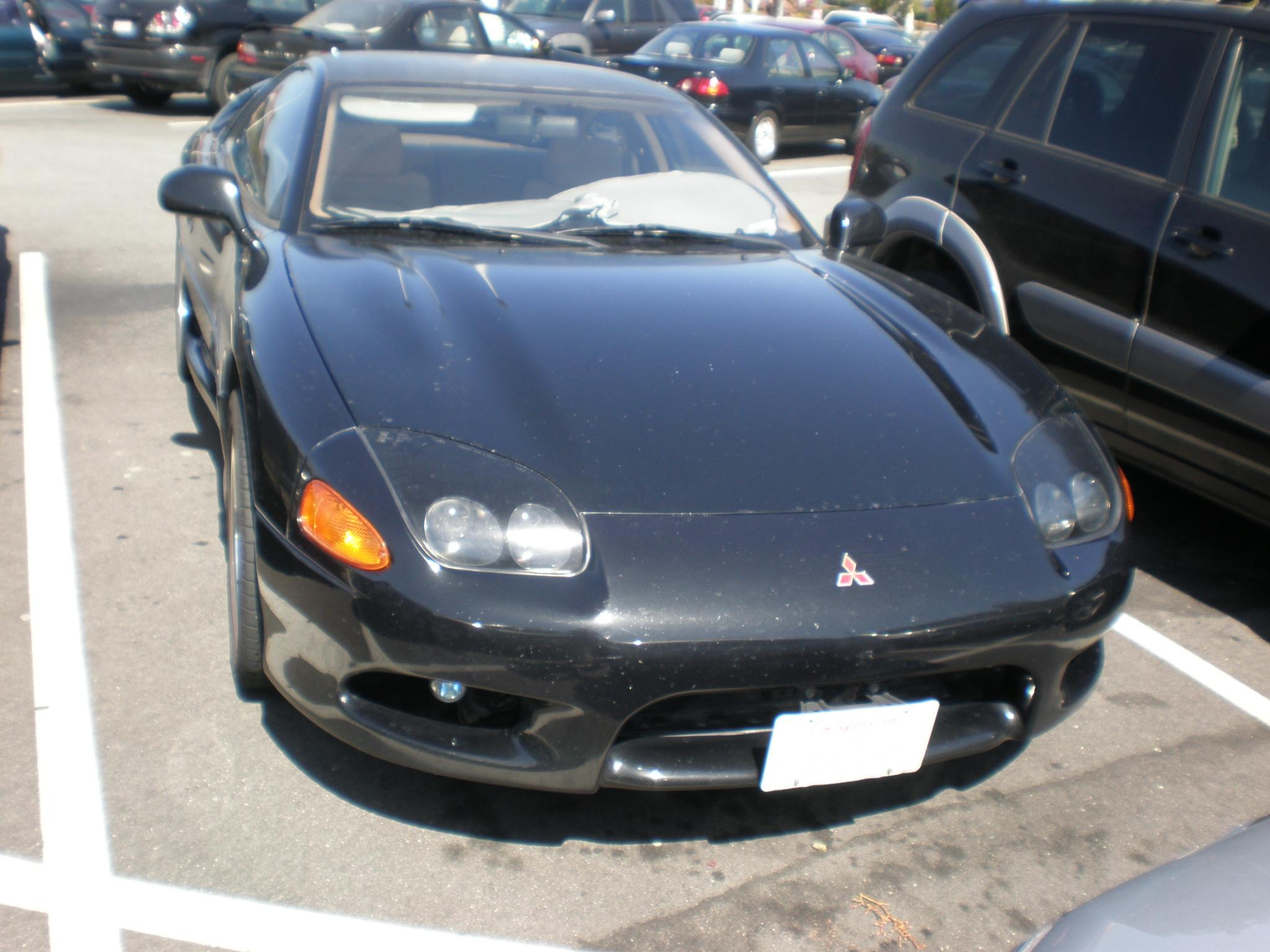
3e Generatie Mitsubishi GTO

Na de stop van de verkoop van de Stealth werden de 3000GT's voorzien van een SOHC motor. Deze modellen waren lichter dan de voorgangers met een gewicht van 1420 kg, mede door het ontbreken van een dakraam en leren stoelen. 
De 1997-2000 modellen zijn onderling te onderscheiden door een facelift. Door tegenvallende verkoopcijfers in Noord-Amerika werden grote facelift plannen in 1997 gestopt. In plaats daarvan kwamen er wat kleinere cosmetische aanpasseingen waaronder een nieuwe voorbumper en een nieuwe spoiler.

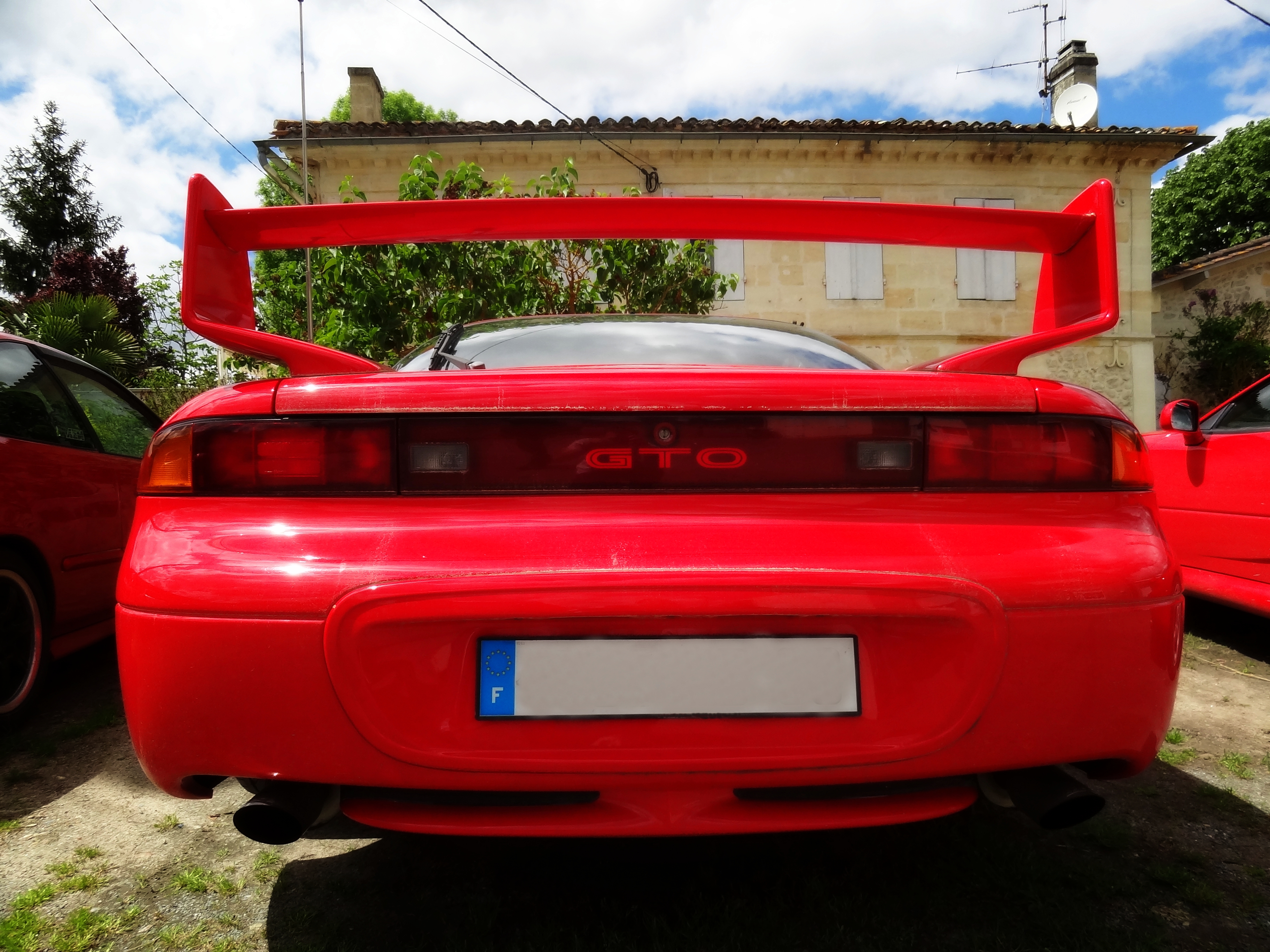

In 1999 kreeg de 3000GT zijn laatste facelift met een nieuwe agressieve voorbumper, koplampen en richtingaanwijzers. Ook kregen de VR4s een nieuwe spoiler met koosnaam de "Combat Wing", om zichzelf te onderscheiden van de voorgaande modellen. Met teruglopende verkoopcijfers en dreigende nieuwe veiligheidswetten om de hoek was 1999 het laatste jaar dat de 3000GT in Noord-Amerika te koop was. De laatste twee auto's werden in 2000 verkocht. In een test van Popular Mechanics haalde een 1999 model VR-4 de quarter mile in 13.44 seconde met een snelheid van 163.7 km/h.